# Хрватско Село
Хрватско Село је насељено место у општини Топуско, на Кордуну, Република Хрватска.

## Историја
Хрватско Село се од распада Југославије до августа 1995. године налазило у Републици Српској Крајини. До територијалне реорганизације у Хрватској насеље се налазило у саставу бивше велике општине Вргинмост.

## Становништво
На попису становништва 2011. године, Хрватско Село је имало 310 становника.

## Попис 1991.
На попису становништва 1991. године, насељено место Хрватско Село је имало 550 становника, следећег националног састава:
| Попис 1991.‍ | Попис 1991.‍ | Попис 1991.‍ | Попис 1991.‍ | Попис 1991.‍ |
| ----------- | ----------- | ----------- | ----------- | ----------- |
|             |             |             |             |             |
| Хрвати      | Хрвати      |             | 520         | 94,54%      |
| Срби        | Срби        |             | 21          | 3,81%       |
| Југословени | Југословени |             | 2           | 0,36%       |
| непознато   | непознато   |             | 7           | 1,27%       |
| укупно: 550 |             |             |             |             |